# Medalion Pieta Miednoje 1940

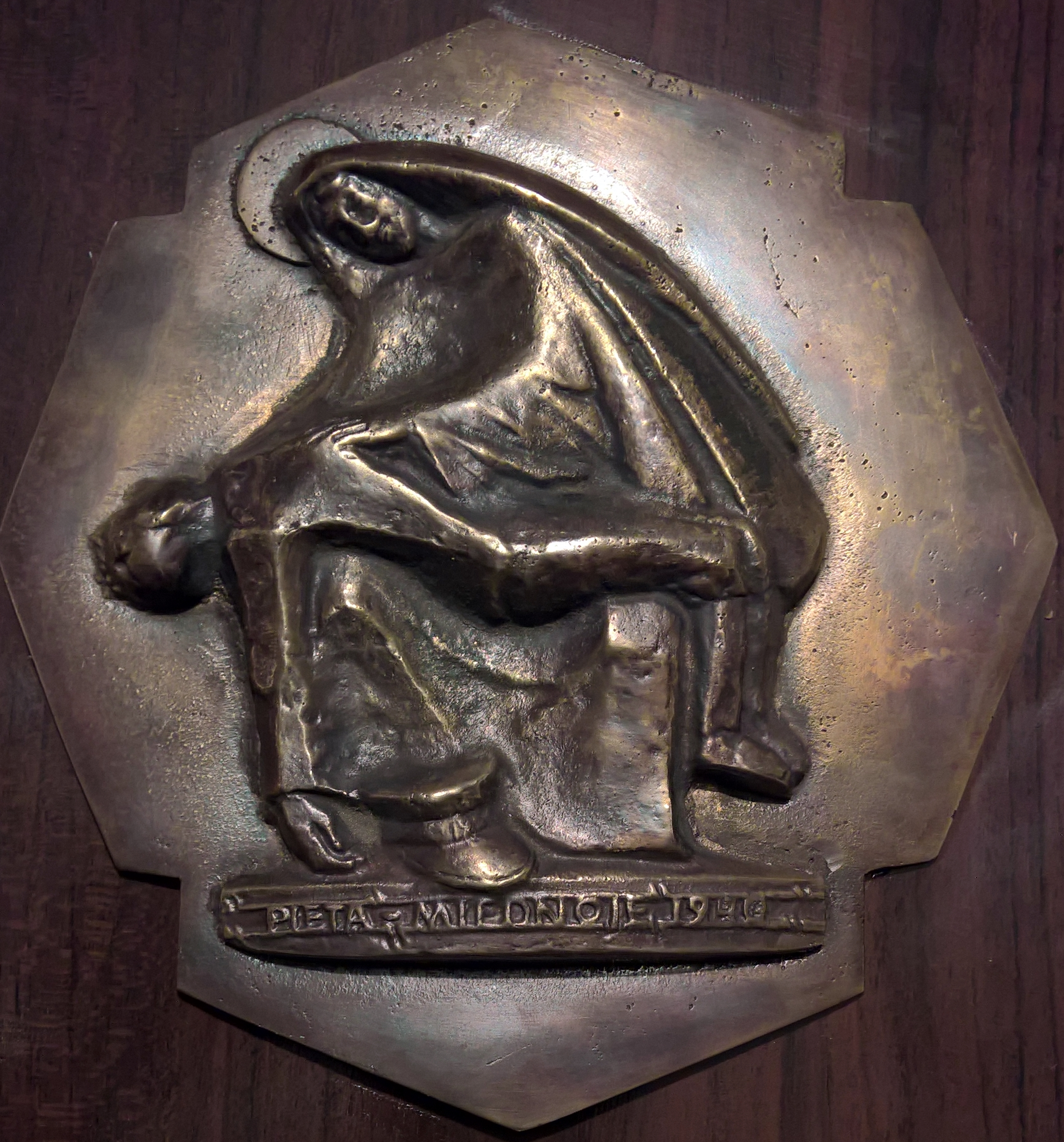
Honorowy Medalion Pamięci Pieta Miednoje 1940

Honorowy Medalion Pamięci Pieta Miednoje 1940 – odznaczenie organizacyjne ustanowione i nadawane przez Warszawskie Stowarzyszenie Rodzina Policyjna 1939 roku.
Medalion został ustanowiony 9 maja 2003 roku uchwałą Walnego Zebrania Członków Warszawskiego Stowarzyszenia Rodzina Policyjna 1939 roku, jako odznaczenie nadawane osobom i instytucjom w uznaniu wybitnych osiągnięć na rzecz zachowania pamięci o polskich policjantach zamordowanych przez NKWD podczas zbrodni katyńskiej wiosną 1940 roku w Kalininie (obecnie Twerze) i pogrzebanych w dołach śmierci we wsi Miednoje.
Medalionem odznaczane są osoby i instytucje upowszechniające chlubne karty historii Policji Państwowej II RP i jej tragiczne losy, w dziełach literackich, plastycznych, teatralnych i filmowych oraz publicystyce.

## Opis Medalionu
Medalion jest dziełem artysty rzeźbiarza Eugeniusza Kozaka. Wykonany w odlewie z mosiądzu, w kształcie ośmiokąta o wymiarach 16 x16 cm. Przedstawia stylizację krzyża, na którym umieszczona jest płaskorzeźba Matki Boskiej, opłakującej i podtrzymującej martwego policjanta z widocznym w głowie otworem po kuli. Na rewersie Medalionu, zawarte jest motto pióra Adama Mickiewicza, fragment z III części Dziadów: „Jeśli o nich zapomnę, Ty Boże na niebie zapomnij o mnie”.
Prawa autorskie do Medalionu oraz jego nadawania posiada wyłącznie Warszawskie Stowarzyszenie Rodzina Policyjna 1939 roku, Kapituła Medalionu stojąca na straży jego godności.

## Przewodniczący Kapituły
- Stanisław Leszek Olszewski (2003-2007)
- Wiesław Idaszak (2007-2009)
- Jerzy Motoczyński (2009-2019)[2]
- Michał Krzysztof Wykowski (2019-)

## Odznaczeni
Na podstawie źródła.
- Antoni Kowalczyk (2003)
- Marian Duś (2003)
- Tygodnik „Gazeta Policyjna” (2003)
- Andrzej Przewoźnik (2003)
- Biuletyn Informacyjny „Rodowód” (2003)
- Zdzisław Peszkowski (2004)
- Andrzej Misiuk (2004)[4]
- Marek Papała (pośmiertnie) (2005)[5]
- Piotr Majer (2007)[6]
- Międzynarodowy Motocyklowy Rajd Katyński (2008)
- Allen Paul (2010)
- Aleksander Załęski (2011)[7]
- Maria Nowak (2011)
- Zenon Smolarek (2012)[8]
- Zdzisław Centkowski (2012)[8]
- Andrzej Kunert (2014)[9]
- Tadeusz Konon (2015)[10]
- Jan Stanisław Ciechanowski (2015)[11]
- Grzegorz Jach (2015)
- Józef Guzdek (2016)
- Muzeum Katyńskie (2017)[12]
- Michał Krzysztof Wykowski (2018)[13][14]
- Zygmunt Kowalczyk (2019)[15]
- Adam Rapacki (2019)